# Agrostis lazica
Agrostis lazica é uma espécie de gramínea do gênero Agrostis, pertencente à família Poaceae.